# Croda da Lago
La Croda da Lago è un massiccio montuoso delle Dolomiti Ampezzane nelle Dolomiti, a sud di Cortina d'Ampezzo e a ovest di San Vito di Cadore, la cui vetta più alta si erge per 2.715 m s.l.m. Fa parte del più ampio gruppo montuoso Croda da Lago - Cernera.

## Descrizione
La Croda da Lago è posta all'estremo lato meridionale della Conca ampezzana, che chiude a sud insieme ai Lastoi de Formin, al Becco di Mezzodì e alle Rocchette. Si sviluppa come frastagliata cresta con andamento prevalente sud-nord; ad ovest poggia sulle aspre bancate dei Lastoi de Formìn, ad Est digrada con un vasto gradone sopra l'alpeggio di Federa.
Prende il nome dal grazioso Lago di Fedèra, che sorge ai piedi del versante est, a quota 2.038 m e sulle cui sponde si affaccia il Rifugio Gianni Palmieri.

## Principali cime
- Cima Ambrizzola, 2715 m
- Croda da Lago, 2701 m

## Curiosità
Sulla Croda da Lago sono state disperse le ceneri di Dino Buzzati, che aveva frequentato assiduamente la montagna..

## Galleria d'immagini

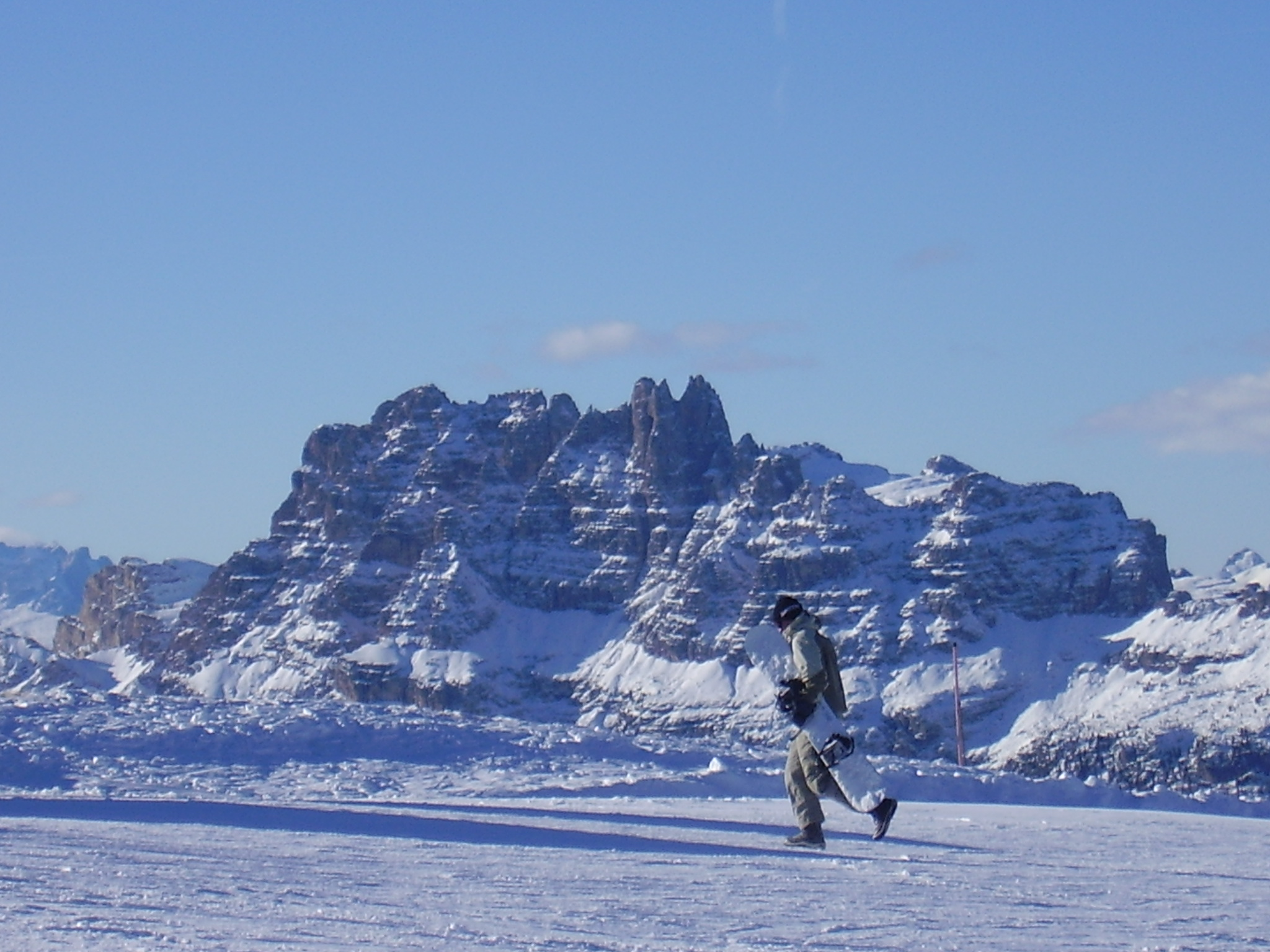
La Croda da Lago ripresa dal Monte Faloria.
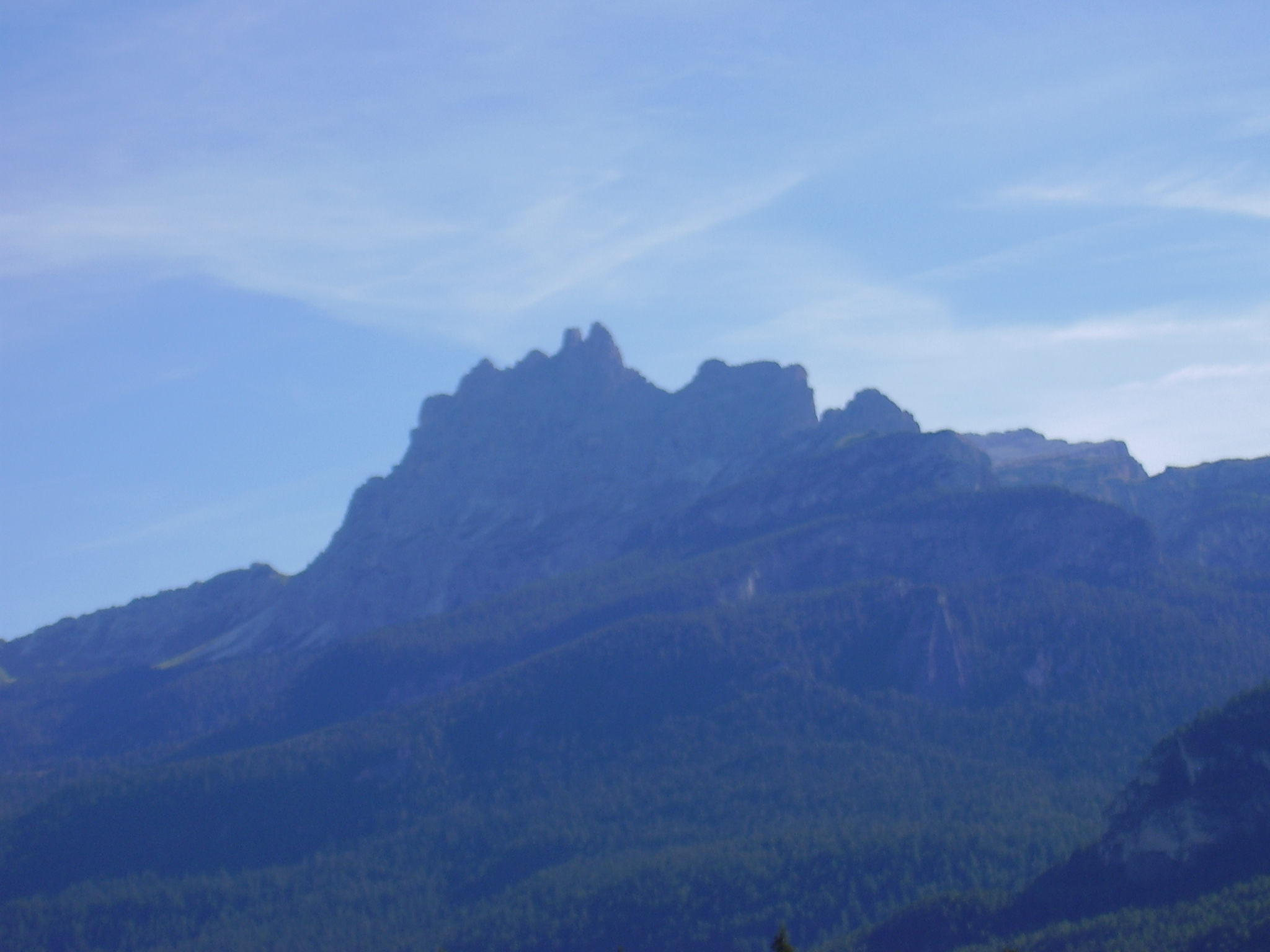
La Croda da lago vista dalla Valle d'Ampezzo.